# Aristonectinae
Aristonectinae là một nhánh plesiosauria thuộc họ Elasmosauridae. Nó bao gồm các chi plesiosaur ở Creta muộn Aristonectes và Kaiwhekea, thường được gộp với các chi ở Jura muộn Tatenectes và Kimmerosaurus trong họ Aristonectidae. Những năm gần đây, nhiều loài đã được tìm thấy ở Angola.

## Phân loài
- Aristonectes
- Kaiwhekea